# Magyar Narancs
A Magyar Narancs liberális szellemiségű, nyugat- és piacpárti politikai–kulturális hetilap, az ún. gonzó-újságírás hazai meghonosítója. Fő profilját az emberi jogok, ezen belül a kisebbségi jogokkal kapcsolatos esetek képezik. Kulturális rovata egyaránt foglalkozik magas és populáris, mainstream és avantgard kultúrával. Csütörtökönként jelenik meg.

## Története
1989. október 14-én jelent meg először a radikális és az akkor még liberális beállítottságú Fideszhez közel álló fiatalok lapja. Eredeti szándékok szerint az újság szerkesztése bázisdemokratikus alapon zajlott volna, ám ez az elképzelés hamar meghaladottá vált. 1990 nyár elejétől Bojár Iván András főszerkesztésével, kétheti rendszerességgel jelent meg. Bár a Fidesztől való elválás 1990 nyarán megtörtént, a köztudatban mégis sokáig egyértelműen Fidesz-lapként tartották számon – aminek a kezdetekkor volt is némi alapja: közös iroda, személyi átfedések, világnézeti hasonlóság, a Soros Alapítvány támogatása; illetve a Fidesz „narancsos kampánya” is erősítette az érzést. Bundula István, a lap egyik jelenlegi szerkesztője még 2002 tavaszán is azt mondta, hogy – a Narancsot nem olvasók körében – 100 ember közül 85 azt hiszi, hogy a lap a párté. Vágvölgyi B. András visszaemlékezése szerint azonban a név – számos változat (pl. Papírtigris, (R)Evolúció, Domb) elvetése után – volt meg először, ezt kérte kölcsön – (kampány)szimbólumnak – Tirts Tamás 1989 novemberében.

### Alapítás
A későbbi (1991 nyarától megválasztott) főszerkesztő Vágvölgyi B. András, aki a Fidesz színeiben együtt járt tüntetni Vig Monikával, így emlékezik vissza a „lapalapításra”: „Mikor a Deutschék kiszabadultak, és nem volt már miről beszélgetni a lépcsőfordulóban, mielőtt ő a gangra ki, én meg a harmadikra föl, akkor kitalálta: kéne csinálni egy újságot. A Fidesz Hírek bedöglött, a mozgalom meg biztos adna pénzt egy jobban kiókumulált kiadványra – mondta ő. Legyen tabloid-formátum és amolyan anarchoid, vörös-fekete színvilágú a dolog, Angliában az ilyen jellegű radikális diáklapok marha jól bírnak kinézni – mondtam én. Szóljunk még a Bozókinak meg a Hegedűsnek a Fideszből, meg ennek a Lovas Zoli nevű pasinak, akit a cseh követség előtti táborozáson ismertünk meg.” A lap a csapat néhány közös megbeszélése után megszületett. „Úgy hívták: Magyar Narancs.” (Vágvölgyi 1999a: 30-1.) 
A szerkesztőség „motorja”, Vig Mónika 1992-ben, a hetilappá válás időszakában tragikus hirtelenséggel, autóbalesetben elhunyt; Vágvölgyi azonban a kezdetektől egészen 1998-ig a szerkesztőség oszlopos tagja maradt.

### Névválasztás
Az első próbaszám (1989. október 14.) bemutatkozása alapján: „Egyszerűen olyan címet kerestünk, ami nincs elkopva. Kapásból kilőttük az olyan címjavaslatokat, mint »Új Generáció« vagy »Új Nemzedék«. Az újszerű hangzás mellett címünkkel ki szerettük volna fejezni az általunk célul kitűzött kétfajta értéket is: a komolyságot és a radikalizmust (ez a cím utalás a közép-európai nemzetek abszurditására), másfelől a humort, az iróniát, a szatírát.” (Vig Monika – Startjel helyett) 
A lengyel Narancs Alternatíva mellett Bacsó Péter A tanú című filmjének híressé vált jelenetére utal: „Kicsit savanyú, kicsit sárga… de a mienk”.
A Magyar Narancs közkedvelt rövidítése a MaNcs vagy a Nari. Mikor a lapnak – adminisztratív okokból – ideiglenesen nevet kellett változtatnia, az 1998/43-as számtól (a 2000/13-asig) MaNcs-ként lehetett megtalálni az újságárusoknál. (1998 őszén a Postabank megszüntette a lap támogatását, így a Narancs csődközelbe került és kis híján megszűnt.)

### Első korszak
1989 októberétől 1992 szeptemberéig a lap kéthetente jelent meg. A nagy (A/3) méretű, vörös-fekete-fehér színvilágú, több, különböző típusú betűfajtát felhasználó, kortárs művészek rajzaival illusztrált kiadvány külső megjelenésében, tipográfiájában az avantgárd kulturális és közéleti lapok formajegyeit (pl. régi Libération, régi Village Voice) viselte. Az első szerkesztőbizottság tagjai: Bojár Iván András, Bozóki András, Hegedűs István, Lovas Zoltán, Nagy Gábor, Novák Zsófia, Vágvölgyi B. András és Vig Mónika. A felelős kiadó 1990 nyaráig dr. Kövér László volt. 1990 nyara és 1991 nyara között a szerkesztőséget Bojár Iván András irányította.

### Második korszak
1992. szeptember 17-én a Magyar Narancs, címlapján egy Harley Davidson motorral és Az élet harc jelszóval, berobbant a magyar hetilapok táborába. Megváltozott a lap arculata, kibővült szerzőinek köre. Megjelent a ma ismert logo, a hangsúlyos címlapkép, a címlap alján elhelyezkedő, szöveget tartalmazó „kapszula”, és az átláthatóságot eredményező új szerkezet. A rovatoknak címük van, például MAGYAR GLÓBUSZ (belpolitika), VILÁGFALU (külpolitika), NAGYÍTÁS (általában tényfeltáró riport vagy elemző cikk), KULTÚRA, PUBLICISZTIKA és ÉLET + MÓD. Az EGY HÉT kétoldalas képes hírrovata a legfontosabb kül- és belpolitikai, kulturális és technikai eseményeket tekinti át tárgyilagos távirati stílusban (2001-től politikai hírek nem szerepelnek). Az INTERJÚ beszélgetései közéletünk széles palettájáról választ szereplőket. A PESTI EST elődjének tekinthető, kulturális programokat ajánló „sznobkalauz”, a SNOBLESSE OBLIGE kibővült, majd néhány éve újra rövidebb lett. 1998-ig rendszeresen (havonta) jelentkezett a NARANCSFÜL című zene-melléklet, és film-testvére, a BICIKLITOLVAJ.
1996 februárjában újra változtattak a külsőn, és a rovatok száma is bővült. Ekkor lett a lap kényelmesen kezelhető A/4-es méretű. A címlap és a hirdetések kivételével fekete-fehér maradt, a kéthetilapból ismert vörös szín 2000-ben jelent meg újra, de már csak a „rovatfejekben” és a publicisztikákat tagoló „vörös csillagoknál”, illetve kiemelésnél találkozhatunk vele. Elindult az EGOTRIP, a SZÜRET, és később a VISSZHANG.

## Finanszírozás
1998-ban, a Postabank-lapcsalád felszámolásakor a Narancs léte is megkérdőjeleződött. Ekkor határozott úgy a szerkesztőség, hogy új kiadót alapít, magyarnarancs.hu Kft. néven. 
A rajongó olvasók kitartásának köszönhetően a lap átvészelte a nehéz időket, és azóta is folyamatosan jelen van a hazai lappiacon.
A Narancsot jelenleg 20 ezren vásárolják hétről hétre, az előfizetők aránya ebből 20%.

## A lap stílusa
A sajtónyelv megújítására való törekvés már a Magyar Narancs indulásától kezdve fontosabbnak bizonyult a tematikai újdonságoknál: „A témák megközelítésében szókimondást és radikalizmust akarunk, s mindehhez csípős humort, szabadszájúságot. Meg bizonyos könnyedséget is. Nem pártpolitikai célokért, nem a hatalomért vívott harc eszközeként akarunk működni, hanem új színt, új stílust szeretnénk hozni a magyar közéletbe, s nemcsak a politikába, hanem a kultúrába is.” (Vig Mónika – Startjel helyett, 1989. október 14.) Ezt a hangot azonban nem sokan fogadták osztatlan elismeréssel. Mikor a Kádár-rendszer és az utódpárt (MSZP, vagy „narancsosan”: maszop) éles és meglehetősen pikírt kritikája mellett egyre gyakrabban olvashattuk az újonnan születő jobboldalét is, több olvasó fordult levéllel a szerkesztőséghez, kikérve magának az iróniát, „a fölényeskedő hangnemet”. (Részlet Vágvölgyi válaszából: „…Az ironikus politikai elemzés azonban más műfaj, és nem győzöm hangsúlyozni az irónia fontosságát egy olyan patetikus politikai kultúrában, mint a miénk. A magyar előtagú jelzős szerkezetek és a népre hivatkozás sűrű alkalmazása már elengedhetetlen feltétele minden »komoly« beszédnek vagy írásnak. A politikát természetesen komoly dolognak tartom, amely jelen helyzetünkben a tragédia lehetőségét is tartogatja, de azért lássuk meg benne a kutyakomédiát és a bolhacirkuszt is, mert nem kevés az ilyen elem manapság. S ha valaki ezt meglátja, könnyen kiérdemelheti, hogy mocskolódónak, éretlennek vagy zsebredugott-kezűnek minősítsék. …” (1989/4.) A másik leggyakoribb, a lap nyelvére vonatkozó kritikai észrevétel a szókimondásra, szabadszájúságra vonatkozik, holott a Narancs írói már a kezdetben, az Antall-kormány regnálása elején leszögezték, hogy számukra senki sem „Szent Tehén”, bármi is a titulusa. Igaz, ezen elvüket nem feltétlenül tartották be.
Kóczián Péter, a lap egykori munkatársa szerint "A baloldali-liberális sajtóban egyébként időről időre tematikai korlátokba, a pártosságból, az elfogultságból adódó elutasításba ütköztem. Csak példaként két eset: a Magyar Narancsba írt, az SZDSZ-ről szóló cikkem után a szerkesztőség egyik fele elfogadhatatlannak tartotta, hogy az SZDSZ-ről ugyanúgy írtam (Weyer Balázzsal közösen), ahogyan korábban az MSZP-ről. A Papp által nagyszerűnek tartott Felelősök című könyv Narancskönyvként való megjelenését Vágvölgyi B. András főszerkesztő – anélkül, hogy egy sort is látott volna belőle – azzal utasította el, hogy az én szellemiségem nem illik bele a Narancséba."
Mégsem pusztán az irónia és a szókimondás jelenti a híres-hírhedt „Magyar Narancs-stílust”. Egyes szerkesztők szerint nincs is olyan, hogy „narancsos stílus”: csak az egyes újságírók saját kifejezésmódjai vannak. Ami megegyezik ezen szerzőkben, az az úgynevezett „újzsurnalizmus/gonzo” gyűjtőfogalomba való sorolhatóságuk.
A gonzo magyarországi „teoretikusa” és művelője, Vágvölgyi B. András a Magyar Narancs hasábjain honosította meg a „megesés riportját” a kilencvenes évek elején: „…Tűnődöm, mi is lehetne az az írásmű, amit ebben a byroni pózban írhatnék, aztán úgy döntök: megalkotom a magyar gonzo zsurnalizmust” (Visszafelé, Magyar Narancs 1991/2; megjelent még: Vágvölgyi 1999a: 37). Azóta többen is követték narancsos kollégái közül, a műfaj „kritériumaiból” kifolyólag mindnyájuknak megvan a maga nagyon személyes, egyéni hangvétele, látásmódja. A gonzó újságírás egyik jellemzője, hogy a szerző tudatmódosító, hallucinogén anyagok, kábítószerek fogyasztása után írja le gondolatait a témával kapcsolatban (lásd: Gonzó újságírás). 
A riport műfajának és hagyományos nyelvezetének dekonstruálása, az intertextusok gyakori előfordulása, az ’anything goes’ (’bármi mehet, mindent szabad’) alapelv érvényesülése, és nem utolsósorban a cikkekben megnyilvánuló világnézet együttes megjelenése miatt Vágvölgyi B. András (és maga a gonzo-zsurnalizmus) művei posztmodernnek nevezhetők. A riport szövegtípus legfontosabb nyelvi-stilisztikai tulajdonságai, „újításai” közé sorolhatjuk az élőbeszéd érzékletes megjelenítését, az idegen szavak és szlengkifejezések gyakori használatát, az irónia és egyéb alakzatok, képek egyéni alkalmazását és az összetett, sokszor bonyolult mondatszerkesztést. Nem teljesen nyelvi, de fontos jellegzetesség még a ténypublicisztikába beemelt fikció és az erős szubjektivitás.

## Ideológia és pártkötődés
A Magyar Narancsnak pártkötődése nincs, de ideológiailag két irányban is elkötelezett: az egyik a képviseleti demokrácia, a másik a szabad versenyes kapitalizmus. (Bojtár B Endre, 2007. november 2.) Ezek alapján a lap leginkább liberális elvet vall. A szerkesztőség rendkívül fontosnak tartja az egyéni szabadságjogok kérdését, amely a cikkek stílusában, a hangvételben és az ideológiában is megmutatkozik. (Bojtár B. Endre, 2007. november 2.)
A hírek kiválasztásánál nem játszik szerepet az idea, azonban a cikkek témaválasztásában igen. Ahogy Bojtár B. Endre fogalmazott a 2007. november 2-án készített interjúban: „…gyakori, hogy bizonyos témák csak a mi újságunkban jelennek meg. Egy csomó olyan riportot lehet olvasni a Narancsban, ami egy tudatos választás, ezért sem ír róla a többi lap, ezekben a választásokban érhető tetten az a fajta érzékenység az újságírókban, a szerkesztőkben, amikor a lap alapértékeit érintő kérdésekről van szó…”
Az előbbiek mellett a Magyar Narancs rendkívül fontosnak és a hasonló lapoktól eltérő tulajdonságának tartja a saját vélemény pártolását. A lap rugalmas a cikkek témáit illetően, azonban egyértelműen elhatárolja magát a rasszista, kirekesztő vagy az etnikai gondolkodás jegyében fogant gondolatoktól. Bojtár B. Endre főszerkesztő a 2007. november 2-án készített interjúban a következőket mondta: „Nem hozunk le a kommunizmussal kapcsolatos cikket sem, mert annak sincs sok értelme, ez is a rasszizmusnak egyik formája, ugyanazokat a gondolati mechanizmusokat tartalmazza, mint a zsidózás vagy a cigányozás, nem véletlen, hogy általában ugyanazok az emberek művelik. Általában az előítéletet tartalmazó cikkeket nem szeretjük, nem hozzuk le, de ez nem szokott súlyos probléma lenni. Ha valamelyik szerző olyan publicisztikát akarna írni, ami nem érezné jól magát az újságban, azt azért látják a szerzők, ezért ilyen nagyon ritkán van.”

## A lap külleme
Az újság 2000 áprilisáig addigi becenevén, MaNcsként jelent meg. A régi név visszaszerzésével együtt változott a lap külseje is: 2002 januárjától színes műnyomó borítóval, a belíveken piros kísérőszínnel jelent meg. 2005 januárjától pedig új layout-tal és színes oldalakkal gazdagodott. Fennállásának tizenötödik évfordulóján arculatot váltott az újság 2005-ben. Az új emblémát, és a címlapok grafikai koncepcióját a Stalker stúdió dolgozza ki. 
A címlapon leggyakrabban a legbefolyásosabb politikusok, híres zenészek, vagy színészek fotói szerepelnek. Gyakori, hogy az kerül a címlapra, akivel egy hosszabb interjú is szerepel a lapban. A címlap fejlécén feltüntetett honlapcím, eladási ár, dátum, aktuális évfolyam/szám, és a politikai-kulturális hetilap megnevezés olvasható. Minden címlap alján olvasható továbbá egy aktuális mottó, jelmondat ami valamelyik cikk témájával van összefüggésben. (http://mancs.hu/ Archiválva 2005. november 3-i dátummal a Wayback Machine-ben )

## Terjesztés és célközönség
Az újság vásárlói a „főként egyetemi éveik után lévő, magasabb politika iránt érdeklődő, városi, liberális, 29 és 40 év közötti, erősen kultúrafogyasztók” közül kerülnek ki. Körülbelül ötödük előfizető, a többi olvasó az utcán vásárol. Ezen kívül a lap adatai szerint 2-3 ezres egyéni látogatószáma van a weblapnak. A statisztikai adatokból az is kiderül, hogy 10 ezer fölötti látogatószámot mutat naponta az az érték, ami az oldalletöltéseket számolja. Ebből következik, hogy az online verziót főként az archívum miatt látogatják az olvasók.[pontosabban?]

## A lap rovatai
- Politika
  - Nagyítás
  - Magyar Glóbusz
  - Világfalu

- Élet+mód

- Kultúra
  - Kislátószög
  - Nagylátószög
  - Kritika
  - Visszhang

- Publicisztika
  - Egotrip
  - Publicisztika

## Az újság volt és jelenlegi szerkesztői, fontosabb szerzői
- Eörsi István
- Bozóki András, 1989-ben részt vesz a lap alapításában, ahol 1989-92 között szerkesztőként, 1992-96 között pedig főmunkatársként dolgozik.
- Para-Kovács Imre
- Tamás Gáspár Miklós
- Tillmann J. A.
- Makai József
- Vágvölgyi B. András "A Magyar Narancs alapítása (1989) előtt a szociológia tudományának élt, utána sokáig csak a lapnak." [4]
- Winkler Róbert
- Bojár Iván András Részt vesz a lapalapításában, majd főszerkesztője 1990-től 1991-ig.
- Kukorelly Endre, szerkesztő munkatárs 1991 és 1994 között.
- Bodor Ferenc
- Nádasdy Ádám Nyelvművelő írásai Modern Talking címmel jelentek meg a lapban.[5] "...nem győzöm hangoztatni, hogy a nyelv döntően önkényes és értelmetlen (mivelhogy kommunikációs kód szegényke és nem a világ tükre és nem nemzetünk oltára)."
- Nádori Péter
- Weyer Balázs
- Simó György (újságíró) Egyetemi tanulmányai alatt 1992 és 1996 között a lap munkatársa, később a Tilos Rádió alapítója, műsorvezetője.
- Seres László
- Bodoky Tamás 1996-2001 között szabadúszó újságíró: a Magyar Narancs és az Internetto internetes újság tudományos-technológiai újságírója, szerkesztője.
- Kovácsy Tibor A lap külpolitikai újságírója és olvasószerkesztője.
- Pohárnok Gergely
- Karafiáth Orsolya A lap Kultúra rovatának vezetője
- Víg Monika 1966-1992 "Ez a hihetetlenül fiatal és energikus lány a rendszerváltás hajnalán nagyon sokat tett azért, hogy az éledező magyar demokrácia, az újraéledő liberalizmus jó irányba fejlődjön. Olyan kezdeményezések fűződnek a nevéhez, mint a híres-nevezetes ülősztrájk a Belügyminisztérium előtt ’89-ben, a Fidesz Akadémia politikai táborokon és népi-urbánus megosztottságon átlépő megszervezése. És persze nem utolsósorban a Magyar Narancs megalapítása, amelynek a neve és első, meghatározó éveinek alakulása, a Fidesztől való fokozatos leválás is javarészt hozzá kötődik. Ő volt a lelke annak az újságnak és a köré csoportosult értelmiségi körnek, amely jelentős szerepet vitt egy alternatív politikai kultúra, egy friss nyelvezet elterjesztésében." Demszky[Demszky halott link]] Gábor beszéde a Vig Monika díj átadásán